# 足袋 (松本清張)
『足袋』（たび）は、松本清張の短編小説。『清張短篇新集』第1話として『小説新潮』1978年1月号に掲載され、1979年12月に短編集『隠花の飾り』収録の1作として、新潮社より刊行された。
1978年・1986年にテレビドラマ化されている。山﨑努による朗読CDが、2001年に新潮社より発売された。

## あらすじ
津田京子は謡曲の師匠であり、63歳の水野孝輔の稽古を受ける一方、初心者をおもに弟子をとっていた。弟子の一人に商事会社の総務部長・村井英夫がいた。京子は村井の誘いを受け、二人は男女の間柄になったが、ある時村井の妻に関係が露見する。村井は京子との関係を絶とうとするが、すでに村井を諦め切れなくなっていた京子は、ある行動に出始める。

## テレビドラマ

### 1978年版
「松本清張おんなシリーズ・足袋」。1978年10月8日、TBS系列の「東芝日曜劇場」枠（21:00-21:55）にて放映。視聴率20.7％（ビデオリサーチ調べ、関東地区）。
キャスト
- 津田京子：池内淳子
- 村井英夫：平幹二朗
- 水野孝輔：観世栄夫
- 河内桃子
- 春本泰男
- 西川まさ子
- 入江正徳
- 北川博子
- 小野崎秀
- 浅井文義

スタッフ
- 監督：山本和夫
- 脚本：服部佳
- プロデューサー：石井ふく子
- 音楽：山下穀雄
- 制作：TBS

| TBS系列 東芝日曜劇場     | TBS系列 東芝日曜劇場                       | TBS系列 東芝日曜劇場                        |
| 前番組                   | 番組名                                     | 次番組                                      |
| ------------------------ | ------------------------------------------ | ------------------------------------------- |
| 下町のひと （1978.10.1） | 松本清張おんなシリーズ4 足袋 （1978.10.8） | 松本清張おんなシリーズ5 記憶 （1978.10.15） |

### 1986年版
1986年5月12日、関西テレビ制作・フジテレビ系列(FNS)の「松本清張サスペンス 隠花の飾り」（22:00-22:54）の1作として放映。
キャスト
- 津田京子：岩下志麻
- 大場久美子
- 萩尾みどり
- 大場順
- 増田再起
- 神山繁
- 高橋悦史
- 羽生田信、小沢みゆき、加藤明人、村尾とみ、佐藤孝子、鈴木多喜子、北浪有希子、北浪貴裕

スタッフ
- 監督：中島貞夫
- 脚本：宮川一郎
- 制作：関西テレビ、松竹、霧企画

| 関西テレビ制作・フジテレビ系列 松本清張サスペンス・隠花の飾り | 関西テレビ制作・フジテレビ系列 松本清張サスペンス・隠花の飾り | 関西テレビ制作・フジテレビ系列 松本清張サスペンス・隠花の飾り |
| 前番組                                                        | 番組名                                                        | 次番組                                                        |
| ------------------------------------------------------------- | ------------------------------------------------------------- | ------------------------------------------------------------- |
| 記念に… （1986.5.5）                                          | 足袋 （1986.5.12）                                            | 見送って （1986.5.19）                                        |